# Centro de Referencia Amigable
El Centro de Referencia Amigable (CRAm) es el primer servicio en Uruguay que brinda orientación y atención psicológica de forma gratuita a la población LGBTIQ residente en el país. A partir de un convenio entre la Facultad de Psicología de la Universidad de la República y el Ministerio de Desarrollo Social (Mides), fue creado en 2014 con el objetivo de ofrecer una atención integral en salud en un espacio seguro, libre de violencias y discriminación, a quienes asistan.

## Características
Un equipo técnico conformado por docentes y estudiantes de grado y posgrado recibe a las personas usuarias del servicio y sus acompañantes en el edificio de la Facultad de Psicología, una vez coordinado el primer encuentro. Además de la atención psicológica, el CRAm realiza actividades de promoción de derechos y salud preventiva dirigidas a jóvenes LGBTIQ, familiares directos de jóvenes que se autoidentifican como LGBTIQ y personal educativo de la enseñanza formal y no formal.
También realiza capacitaciones en políticas públicas y diversidad sexual para funcionarios y equipos de programas del Mides tanto en Montevideo como en otros puntos del país.